# 武汉大学水利水电学院
武汉大学水利水电学院是武汉大学工学部下设的一个学院，曾经是武汉水利电力大学下设的一个学院，创建于1952年，其前身是1928年成立的国立武汉大学工学院土木系水利组。学院参与了国内几乎所有大中型水利、水电及大批电力工程的实验、技术论证工作，为长江葛洲坝工程、长江三峡工程、南水北调工程等工程的科学研究和建设作出了重要贡献。于2000年8月2日，与武汉大学、武汉测绘科技大学、湖北医科大学合并成组建新的武汉大学，由原武汉水利电力大学的水利工程系、水力发电工程系、水资源与河流工程系及水利水电科学研究所整合组成。

## 历史沿革
- 1928年，国立武汉大学工学院土木系水利组建立，1935年成立武汉大学历史上第一个研究所。谢鉴衡、张瑞瑾、沈晋，方宗岱，姚琢之等中国知名水利学者和水利专家即毕业于这个时期的武汉大学水利科系。方宗岱是国立武汉大学历史上第一位研究生。
- 1950年5月，湖南大学水利类专业调入武汉大学，与土木系水利组合并。
- 1951年，武汉大学工学院设立了水利工程系。
- 1952年，全国院系调整，将广西大学、南昌大学、湖南农学院、江西农学院、武昌中华大学等的水利学科、师生和设备先后调入武汉大学，成立了武汉大学水利学院。
- 1954年12月1日，国务院批准以武汉大学水利学院为基础成立武汉水利学院。河南大学、华南工学院、天津大学、华东水利学院、沈阳农学院及河北农学院等校的水利学科和农田水利专业又相继并入。学校设有农田水利工程和河川枢纽及水电站建筑两个专业。
- 1956年，招收首批研究生，同时开始接受越南等国的留学生。
- 1958年，增设治河工程专业和水利工程施工专业。
- 1959年9月，增设电力类专业。后相继增设水利类、电力类、动力类等专业。
- 1978年，恢复招收研究生。
- 1995年，获得博士生导师评审权。
- 2000年8月2日，武汉大学、武汉水利电力大学、武汉测绘科技大学、湖北医科大学合并成组建新的武汉大学。原武水的部分专业合并到新的武汉大学，由原武汉水利电力大学的水利工程系、水力发电工程系、水资源与河流工程系及水利水电科学研究所整合组成新的水利水电学院。[2]

## 著名校友
- 谢鉴衡，泥沙专家，中国工程院土木、水利与建筑工程学部院士，1950年毕业于国立武汉大学工学院土木工程系。
- 张蔚榛，农田水利工程专家，中国工程院土木、水利与建筑工程学部院士。
- 阮庭肆，1960年代越南籍留学生，归国后任越南共产党中央书记处书记（已故）。
- 陈文律，1960年代越南籍留学生，归国后任越南共产党中央总书记秘书、越南文化思想部部长，现任越南社会主义共和国驻华大使。
- 阮景营，1960年代越南籍留学生，归国后任越南国家主席办公厅主任、越南水利部部长，现任越中友好协会主席。
- 孙宏斌，1980年代本科毕业生，中国大陆知名房地产企业融创中国董事会主席